# قصة رعب أمريكية
قصة رعب أمريكية (بالإنجليزية: American Horror Story)‏ هو مسلسل رعب تلفزيوني أمريكي من ابتكار وإنتاج راين مورفي وبراد فلتشاك. يوصف بأنه مسلسل إنثولوجيا، كل موسم يعد مسلسل قصير منفصل بحد ذاته، يتبع شخصيات وخلفية وقصة خاصة به لها بداية ونهاية. تم إنتاج 10 مواسم حتى الآن من المسلسل. الموسم الأول، سمي لاحقاً قصة رعب أمريكية: منزل القتل، تقع أحداثه في 2011 وتتبع قصة عائلة تنتقل للعيش في منزل مسكون بأشباح ساكينه السابقين. الموسم الثاني، المعنون: قصة رعب أمريكية: المصحة، تقع أحداثه في 1964 وتتبع قصص نزلاء وموظفي مصحة نفسية. الموسم الثالث، المعنون: قصة رعب أمريكية: السحرة، تقع أحداث في الوقت الحاضر وفي القرن التاسع عشر ويتبع صراع بين ساحرات وممارسات الفودو. الجزء الرابع تحت اسم قصة رعب أمريكية: عرض الغرائب.
الجزء الخامس تحت اسم قصة رعب أمريكية: الفندق. الجزء السادس تحت اسم قصة رعب أمريكية: راناووك. الجزء السابع تحت اسم قصة رعب أمريكية: الطائفة. الجزء الثامن تحت اسم قصة رعب أمريكية: نهاية العالم. الجزء التاسع تحت اسم قصة رعب أمريكية: 1984. الجزء العاشر مكونة من جزأين، الجزء الأول تحت اسم قصة رعب أمريكية: ميزة مزدوجة. والجزء الثاني تحت اسم قصة رعب أمريكية: وادي الموت. في يناير 2020، جددت FX المسلسل لثلاثة مواسم إضافية، ليصل بذلك إلى ثلاثة عشر موسماً مؤكداً على الأقل.
يعرض المسلسل في الولايات المتحدة على قناة FX.
الموسم الأول بدأ عرضه في 5 أكتوبر 2011.
الموسم الثاني بدأ عرضه في 17 أكتوبر 2012
الموسم الثالث بدأ عرضه في 9 أكتوبر 2013
الموسم الرابع بدأ عرضه في 8 أكتوبر 2014
الموسم الخامس بدأ عرضه في 7 أكتوبر 2015
الموسم السادس بدأ عرضه في 14 سبتمبر 2016
الموسم السابع بدأ عرضه في 5 سبتمبر 2017
الموسم الثامن بدأ عرضه في 12 سبتمبر 2018
الموسم التاسع بدأ عرضه في 18 سبتمبر 2019
الموسم العاشر بدأ عرضه في 25 أغسطس 2021
الموسم الحادي عشر من المتوقع عرضه في خريف 2022.
قصة رعب أمريكية استقبل جيداً من قبل نقاد التلفزيون. طاقم التمثيل تم مدحه، خصوصاً جيسيكا لانج، التي تلقت عن دورها فيه جائزة إيمي وجائزة غولدن غلوب وجائزة نقابة ممثلي الشاشة.

## روابط خارجية
- الموقع الرسمي
- قصة رعب أمريكية على موقع IMDb (الإنجليزية)
- قصة رعب أمريكية على موقع ميتاكريتيك (الإنجليزية)
- قصة رعب أمريكية على موقع الموسوعة البريطانية (الإنجليزية)
- قصة رعب أمريكية على موقع روتن توميتوز (الإنجليزية)
- قصة رعب أمريكية على موقع نتفليكس (الإنجليزية)
- قصة رعب أمريكية على موقع كينوبويسك (الروسية)
- قصة رعب أمريكية على موقع ألو سيني (الفرنسية)
- قصة رعب أمريكية على موقع قاعدة بيانات الفيلم (الإنجليزية)